# Alexandru Nicolaevici Deutsch
Alexandru Nicolaevici Deutsch (n. 31 decembrie 1900/1 ianuarie 1901, Reni, Basarabia – d. 22 noiembrie 1986) a fost un important astronom sovietic, membru în Uniunea Astronomică Internațională. A descoperit în 1929 asteroidul (1148) Rarahu.

## Biografie
S-a născut în noaptea dinspre 31 decembrie 1900 și 1 ianuarie 1901 în familia unui ofițer al Armatei țariste de origine germană. Una dintre bunicile lui Deutsch a fost româncă. Din cauza serviciului militar, tatăl a fost mutat la Saratov pe Volga, unde tânărul Alexandru s-a înscris la Universitate. A absolvit Universitatea la Leningrad în anul 1924. Lucrează la Observatorul astronomic Pulkovo din 1923. Din anul 1937 este profesor la Universitatea din Leningrad. În anii războiului a îndeplinit funcțiile de director al Observatorului de la Pulkovo. A salvat de la distrugere biblioteca de sticlă a observatorului. A.N. Deutsch își amintea cu plăcere copilăria petrecută la Reni împreună cu vărul său Aristide Dovatur, profesor de filologie clasică la Sankt Petersburg, cunoscător al limbii române. A decedat la  22 noiembrie 1986.

## Activitatea științifică
Domeniul principal de interese științifice ale lui Deutsch a fost astronomia fotografică.  A determinat mișcările proprii ale circa 18000 de stele în 74 de suprefețe Kapteyn, extinzând rezultatele anterioare ale lui Serghei Constantinovici Kostinskii. O altă contribuție de excepție a lui Deutsch în astronomia fundamentală constă în crearea unui catalog a 1508  galaxii în 157 de suprafețe în colaborare cu discipolii săi V.V. Lavdovskii și N.N. Fatcihin.   A studiat satelitul invizibil al stelei duble Signus 61 (Lebăda 61), determinându-i masa și perioada de rotație - una dintre cele mai mici stele pe cer,  de multe ori mai mică decât Soarele, și doar puțin mai mare ca planeta Jupiter. A studiat roiuri galactice, coroana solară, a făcut observații de eclipse. Deutsch a creat una dintre cele mai bune școli de astrofotografie din URSS. A fost membru al Uniunii internaționale astronomice,  unde a prezentat de mai multe ori rapoarte în plen. A fost președinte al Comisiei N 24 a Uniunii astronomice Internaționale "Astrometria fotografică" între anii 1961-1965. A popularizat astronomia. Este coautorul cursului de astronomie de la Pulkovo. În anul 1964 a vizitat România.